# Europees kampioenschap voetbal vrouwen onder 17 - 2012/Nederland
Nederland was een van de landen die zich kwalificatiewedstrijden moest zien te plaatsen voor het Europees kampioenschap voetbal vrouwen onder 17 - 2012 in Zwitserland.

## Eerste kwalificatieronde
De loting voor de eerste kwalificatieronde vond plaats op 16 november 2010 in Nyon, Zwitserland. Het Nederlands voetbalelftal was samen met Duitsland vrijgeloot en begint daarom in de tweede kwalificatieronde.

## Tweede kwalificatieronde
De loting voor de tweede kwalificatieronde vond plaats op 15 november 2011 in Nyon, Zwitserland. Nederland werd gekoppeld aan Zweden, Denemarken en Finland. De wedstrijden zullen worden gespeeld van 26 april 2012 tot en met 1 mei 2012 in Denemarken. Denemarken plaatste zich voor de eindronde.
| Team       | Pld | W | D | L | GF | GA | GD | Pts |
| ---------- | --- | - | - | - | -- | -- | -- | --- |
| Denemarken | 3   | 2 | 1 | 0 | 5  | 1  | +4 | 7   |
| Zweden     | 3   | 1 | 1 | 1 | 4  | 4  | 0  | 4   |
| Nederland  | 3   | 1 | 0 | 2 | 4  | 3  | –1 | 3   |
| Finland    | 3   | 1 | 0 | 2 | 4  | 7  | –3 | 3   |

|                     |            |         |                               |                                                           |
| 26 april 2012 18:00 | Nederland  | 1–2     | Denemarken                    | Gentofte Stadium, Gentofte Scheidsrechter: Kadriye Gökcek |
| 26 april 2012 18:00 | Miedema 6' | Verslag | Poulsen 16' Hansen 23' (pen.) | Gentofte Stadium, Gentofte Scheidsrechter: Kadriye Gökcek |

|                     |           |         |                                |                                                            |
| 28 april 2012 12:00 | Nederland | 1–2     | Finland                        | Ballerup Stadium, Ballerup Scheidsrechter: Nelli Stepanyan |
| 28 april 2012 12:00 | Drost 37' | Verslag | Tunturi 18' Janssen 80' (e.d.) | Ballerup Stadium, Ballerup Scheidsrechter: Nelli Stepanyan |

|                  |                              |        |            |                                                           |
| 1 mei 2012 16:00 | Nederland                    | 2-1    | Zweden     | Gentofte Stadium, Gentofte Scheidsrechter: Kadriye Gökcek |
| 1 mei 2012 16:00 | A. Bosveld 72' Miedema 80+3' | Report | Hallin 10' | Gentofte Stadium, Gentofte Scheidsrechter: Kadriye Gökcek |